# 民用航空總局 (印度)
 民用航空總局（英語：Directorate General of Civil Aviation）是印度政府机构，负责监管印度民用航空事務，隸屬於民用航空部。根据《2020年飞机（修正案）法案》，民航總局成为调查航空事故的法定机构，维护与航空有关的所有法规，并负责颁发与航空相關的许可证，如印度的私人飞行员执照（PPL）、学生飞行员执照（SPL）和商业飞行员执照（CPL）。民航總局总部位于新德里。印度政府计划以美国联邦航空管理局为蓝本，成立印度民用航空局取代民航总局。

## 主要业务
- 民用航空器登记
- 机场认证
- 向飞行员、飞机维修工程师、空中交通管制员和飞行工程师发放执照，并进行检查
- 对《航空器法》、《航空器规则》和《民用航空要求》进行修正，并提出修正其他法以及通过新法的提案，以便使国际公约生效或对现有公约进行修正。
- 制定在印度注册的民用飞机的适航标准并颁发该飞机的适航证书
- 对涉及重达2250公斤AUW的飞机的事件和严重事件进行调查，并采取事故预防措施，包括制定安全航空管理计划的实施
- 检查机组人员和其他操作人员（如飞行调度员和机组人员）的熟练程度
- 与所有机构协调民航组织事务，对政府文件作出答复，并采取民航组织普遍安全监督审计方案（USOAP）规定的一切必要行动。
- 向印度航空公司颁发航空运营商证书，并监管印度和外国运营商往/来自/在印度境内/途经印度的航空运输服务，包括批准此类运营商的定期和非定期航班
- 批准从事飞行培训的机构，包括模拟器培训，AME培训，空中交通服务培训或与航空有关的任何其他培训
- 批准飞机维护，维修，设计和制造组织及其长期监督
- 就与航空运输有关的事项（包括双边航空服务协定）、国际民航组织事项以及与民用航空有关的所有技术事项向政府提供咨询意见，并作为该国民用航空的总体监管和发展机构
- 根据国际民航组织附件16对飞机噪音和发动机排放进行检查，并在必要时与环保部门合作
- 对与空中航行服务有关的事项的管理和监督，协调民用和军用空中部门灵活使用空域，并与国际民航组织互动，通过印度空域提供更多民用航空路线
- 促进飞机和飞机部件的本土设计和制造
- 批准危险货物运输经营者培训方案，发放危险货物运输授权书等
- 根据1937年飞机规则批准/认证/许可的所有实体的安全监督

## 部门
- 行政局
- 机场标准局 （AD）
- 航空安全局
- 航空运输局
- 适航局（DAW）（亦负责注册无人机）
- 飞行标准局
- 信息与监管局（DRI）
- 飞机工程局
- 飞行训练局
- 医疗科
- 培训和许可局（DTL）
- 空域和空中航行服务标准局

## 地区分支
- 区域适航办事处（RAO）：德里，孟买，金奈，加尔各答，班加罗尔，海得拉巴，高知，博帕尔，勒克瑙，巴特那，布巴内什瓦尔，坎普尔，古瓦哈提和帕蒂亚拉
- 区域航空安全办事处：德里，孟买，金奈，加尔各答和海得拉巴
- 区域研发办公室：班加罗尔
- 滑翔中心：浦那

## 未来发展
印度民用航空局預計規畫为一个自治的监管机构，将取代民航总局，并将符合联合国国际民用航空组织制定的标准。民航局将有单独的部门来处理安全、经济监管和申诉事務，並設有独立的事故调查單位。民航局还将拥有征聘工作人员的自主权，民航总局長期具有人手不足的問題，惟没有任何招聘权力。未来，民航局将拥有类似于美国联邦航空管理局的行政和财政权力，重新定义监管机构的角色。
建立新管理局的估计费用约为1120万印度卢比。民航局将是自筹资金，并拥有一个名为“印度民航局基金”的单独基金，该基金将为其全部费用提供资金。它将有一名主席，一名总干事和由中央政府任命的7-9名成员。